# Северна Саксония
Окръг Северна Саксония (на немски: Landkreis Nordsachsen) е окръг в регион Лайпциг, провинция Саксония, Германия. Заема площ от 2020.08 км2. Населението на окръга към 31 декември 2011 година е на 204 161 души. Гъстотата на население е 101 души/км2. Административен център на окръга е град Торгау.

## Градове и общини
В състава на окръга има 11 града и 19 общини.

## Политика

### Окръжен съвет
Съставът на окръжния съвет от 8 юни 2008 година е следния (от общо 80 места):
| Политическа група             | (%)  | Места |
| ----------------------------- | ---- | ----- |
| CDU                           | 38.5 | 32    |
| SPD                           | 19.0 | 16    |
| Die Linke                     | 17.6 | 14    |
| FDP                           | 7.0  | 5     |
| Freie Wählervereinigung (FWG) | 6.6  | 5     |
| NPD                           | 4.7  | 4     |
| Съюз 90/Зелените              | 2.7  | 2     |
| DSU                           | 2.8  | 2     |